# スティーブ・ジャナザック
スティーブ・ジャナザック（Steve Janaszak 1957年1月7日 - ）は、アメリカ合衆国ミネソタ州セントポール出身の元アイスホッケー選手。ポジションはゴールテンダー。

## 経歴
1979年にヘッドコーチのハーブ・ブルックスのもと、ミネソタ大学がNCAAトーナメントを優勝した際、最優秀選手に選ばれた。
ブルックスがヘッドコーチに就任したオリンピックアメリカ合衆国代表にも選出された。1980年のレークプラシッドオリンピックのアメリカ合衆国代表に選出された。同大会ではジム・クレイグの控えとしてメンバー中唯一出場機会はなかったものの、金メダルを獲得した。
オリンピック終了後、ナショナルホッケーリーグNHLのミネソタ・ノーススターズに加入、バッファロー・セイバーズとの試合で2-2の引き分けとなった試合でプレーしたが、当時ノーススターズにはジル・メロシュ、ドン・ボープレの存在があり、チームから解雇された。翌シーズンをマイナーリーグですごしたのち、1982年にコロラド・ロッキーズと契約した。
1982年のアイスホッケー世界選手権のアメリカ合衆国代表に選出された。同大会ではグレン・レシュの控えを務めた。
1982-83シーズンで現役を引退した。NHLでの出場はわずか3試合であった。

## 詳細情報

### 代表歴
- 1980年オリンピックアイスホッケーアメリカ合衆国代表
- 1982年アイスホッケー世界選手権大会アメリカ合衆国代表